# Euphorbia peruviana
Euphorbia peruviana är en törelväxtart som beskrevs av Louis Cutter Wheeler. Euphorbia peruviana ingår i släktet törlar, och familjen törelväxter.
Artens utbredningsområde är Peru. Inga underarter finns listade i Catalogue of Life.